# ロバート・シドニー (第4代レスター伯爵)
第4代レスター伯爵ロバート・シドニー（英語: Robert Sydney, 4th Earl of Leicester、1649年 – 1702年11月11日）は、イングランド王国の貴族。1677年から1698年までリール子爵の儀礼称号を使用した。

## 生涯
第3代レスター伯爵フィリップ・シドニーとキャサリン・セシル（第2代ソールズベリー伯爵ウィリアムの娘）の息子として生まれた。
幼年期に姉妹のドロシーとともにサー・ピーター・レリーによる肖像画に描かれた。
1689年7月11日、繰上勅書により存命中の父からシドニー男爵の爵位を継承した。1698年3月6日に父が死去すると、レスター伯爵の爵位を継承、4月1日に貴族院議員に正式に就任した。
1702年11月11日に死去、23日にペンスハーストで埋葬された。長男フィリップが爵位を継承した。
第4代レスター伯爵の記念碑はペンスハーストに現存する。

## 家族

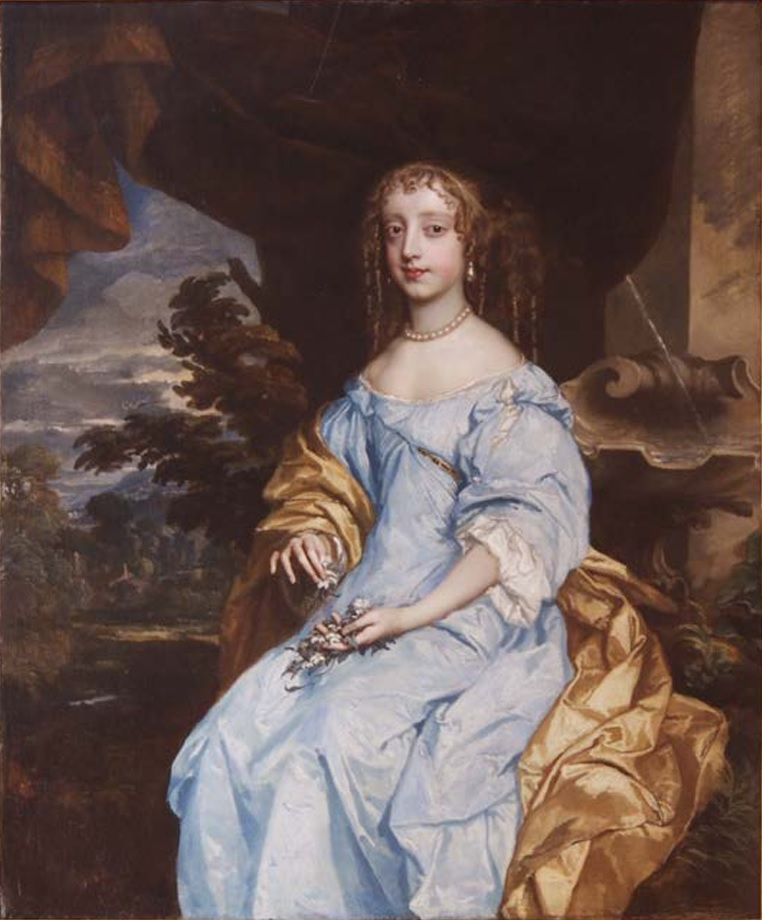
レスター伯爵夫人エリザベス・エジャートン、サー・ピーター・レリー作。

1672年、第2代ブリッジウォーター伯爵ジョン・エジャートンの娘エリザベス（1653年8月24日 – 1709年）と結婚、4男をもうけた。
- フィリップ（1676年 – 1705年） - 第5代レスター伯爵
- ジョン（1680年 – 1737年） - 第6代レスター伯爵
- トマス（1681年 – 1729年1月27日）
- ジョスリン（1682年 – 1743年） - 第7代レスター伯爵